# Janika Kölblin
Janika Kölblin (* 9. Mai 1996) ist eine deutsche Ruderin. Sie gewann die Bronzemedaille bei der Weltmeisterschaft 2019 im Leichtgewichts-Zweier ohne Steuerfrau.

## Karriere
2017 qualifizierte sie sich erstmals für die Nationalmannschaft und nahm als Ersatzfrau an der U23-Weltmeisterschaft in Plowdiw teil. Im September startete sie dann zusammen mit Stefanie Weigt im Leichtgewichts-Doppelzweier bei den U23-Europameisterschaften. Hinter den U23-Weltmeisterinnen aus Rumänien konnten die beiden die Silbermedaille gewinnen. In der Saison 2018 wechselte sie mit Marie-Christine Gerhardt in den Leichtgewichts-Zweier ohne Steuerfrau. Diese Bootsklasse wurde nach längerer Pause 2018 wieder in das Wettkampfprogramm aufgenommen. Es gelang den beiden sich national durchzusetzen und sich für die U23-Weltmeisterschaft in dieser Bootsklasse zu qualifizieren. Bei der U23-Weltmeisterschaft in Posen gewannen sie dann die Silbermedaille hinter dem Boot aus den Vereinigten Staaten.
Ein Jahr später durften sie in dieser Bootsklasse sogar bei den Weltmeisterschaften in Linz/Ottensheim an den Start gehen und waren damit seit der Weltmeisterschaft 2003 das erste deutsche Boot in diesem Wettbewerb, da Deutschland 2018 diese Bootsklasse nicht besetzt hatte. Hinter den Booten aus den Vereinigten Staaten und Italien konnten sie dieses Mal die Bronzemedaille gewinnen.

## Internationale Erfolge
- 2017: Silbermedaille U23-Europameisterschaften im Leichtgewichts-Doppelzweier
- 2018: Silbermedaille U23-Weltmeisterschaften im Leichtgewichts-Zweier ohne Steuerfrau
- 2019: Bronzemedaille Weltmeisterschaften im Leichtgewichts-Zweier ohne